# Federación Togolesa de Fútbol
La Federación Togolesa de Fútbol (FTF), (en francés Fédération Togolaise de Football) es el ente que rige al fútbol en Togo. Fue fundada en 1960 y afiliada a la FIFA en 1962. Es un miembro de la Confederación Africana de Fútbol (CAF) y está a cargo del Campeonato Nacional de Fútbol de Togo, de la Selección de fútbol de Togo y todas las categorías inferiores.